# Richard E. Flathman
Richard E. Flathman, né le 6 août 1934 à Saint Paul (Minnesota) et mort le 6 septembre 2015, est un professeur de science politique à l'université Johns Hopkins. Il est connu pour avoir été pionnier, avec Brian Barry, David Braybrooke, Felix Oppenheim et Abraham Kaplan (en), de l'application de la philosophie analytique à la science politique. Partisan éminent du libéralisme et champion de l'individualisme. Il défend une conception de la liberté sociale selon laquelle elle est « négative, située et élémentaire ».
Il obtient son Ph.D. à l'université de Californie à Berkeley en 1962. Il enseigne à Johns Hopkins à partir de 1975 et occupe la chaire de son département de 1979 à 1985. Avant de rejoindre l'université Johns Hopkins, il enseigne à l'université de Washington et à l'université de Chicago ainsi qu'au Reed College.
Avec l'aide de son collaborateur William E. Connolly (en), Flathman fonde ce qui est parfois appelé l'« école Hopkins » de théorie politique. Il meurt le 6 septembre 2015 à l'âge de 81 ans

## Publications (sélection)
- The Public Interest: An Essay Concerning the Normative Discourse of Politics (1966)
- Equality and Generalization: A Formal Analysis NOMOS IX: Equality (1967)
- Political Obligation (1972)
- The Practice of Rights (1976)
- The Practice of Political Authority: Authority and the Authoritative (1980)
- Rights, Needs, and Liberalism Political Theory 8 (1980)
- Egalitarian Blood and Skeptical Turnips Ethics 93 (1983)
- Moderating Rights Social Philosophy and Policy 1 (1984)
- Culture, Morality and Rights: Or, Should Alasdair MacIntyre's Philosophical Driving License Be Suspended? Analyse & Kritik 6, 1 (1984) (PDF)
- The Philosophy and Politics of Freedom (1987)
- Convention, Contractarianism, and Freedom Ethics 98 (1987)
- Toward a Liberalism (1989)
- Willful Liberalism: Voluntarism and Individuality in Political Theory and Practice (1992)
- Thomas Hobbes: Skepticism, Individuality, and Chastened Politics (1993)
- Reflections of a Would-Be Anarchist: Ideals and Institutions of Liberalism (1998)
- Freedom and Its Conditions: Discipline, Autonomy, and Resistance (2003)
- Pluralism and Liberal Democracy (2005)
- Perfectionism without Perfection: Cavell, Montaigne, and the Conditions of Morals and Politics, dans Andrew Norris (ed.) The Claim to Community: Essays on Stanley Cavell and Political Philosophy (Stanford University Press, 2006)
- Here and Now, There and Then, Always and Everywhere: Reflections Concerning Political Theory and the Study/Writing of Political Thought, in David Armitage (ed.) British Political Thought in History, Literature, and Theory, 1500-1800 (Cambridge University Press, 2006)
- The Philosophy and Politics of Freedom, dans Freedom: A Philosophical Anthology, ed. Ian Carter, Matthew Kramer, and Hillel Steiner (Oxford: Blackwell, 2006)
- Legitimacy, dans A Companion to Contemporary Political Philosophy, Second Edition, ed. Robert Goodin, Philip Pettit, and Thomas Pogge (Blackwells, 2007)
- Response to Critics, The Good Society 15 (3) (2006), p. 27
- In and out of the ethical: The realist liberalism of Bernard Williams, Contemporary Political Theory 9 (1) (2010): 77-98

## En tant qu'éditeur
- Concepts in Social and Political Philosophy (1973)